# Elateropsis femoratus
Elateropsis femoratus är en skalbaggsart som först beskrevs av Sallé 1855.  Elateropsis femoratus ingår i släktet Elateropsis och familjen långhorningar.
Artens utbredningsområde är Haiti. Inga underarter finns listade i Catalogue of Life.